# 米亞·莫特利
米亞·莫特利（英語：Mia Mottley；1965年10月1日—）現任巴巴多斯总理。她於1994年首次當選國會議員，2001年至2008年擔任巴巴多斯律政司、內政部長等數個內閣要職。之後於2008年至2010年和2013年至2018年帶領巴貝多工黨擔任反對黨領袖。其後於2018年大選中帶領該黨，以7成得票率一舉拿下眾議院全部30席，因而上台執政成為首位女性總理。
2020年，她展開計劃，讓巴巴多斯最遲於2021年11月更改國體為議會制共和國，又計劃讓同性婚姻合法。可是有消息指廢除伊丽莎白二世為巴貝多女王王位一事；她本人之前則表示，自己敬重女王本人，但國家應擺脫殖民歷史陰影、自立元首。全盤掌握修憲權的她最終如期完成計劃，在代表共和國成立的總統就職典禮中，她邀請了英國王儲威爾斯親王查爾斯代表女王擔任嘉賓並致辭。